# J. Michael Bishop
John Michael Bishop (ur. 22 lutego 1936 w Yorku) – amerykański immunolog i mikrobiolog, laureat Nagrody Nobla w 1989 roku.

## Życiorys
Uczęszczał do Gettysburg College, gdzie przygotowywał się do studiów medycznych, które ukończył na Uniwersytecie Harvarda w 1962.
Pracę rozpoczął w Instytucie Alergii i Chorób Zakaźnych (National Institute of Allergy and Infectious Diseases) należącym do National Institutes of Health. Przez rok przebywał na stażu w Heinrich-Pette-Institut für Experimentelle Virologie und Immunologie w Hamburgu. Po powrocie z Niemiec podjął pracę na Uniwersytecie Kalifornijskim w San Francisco.
Pod koniec lat 70. prowadził, wraz z odbywającym staż podoktorski Haroldem Varmusem, badania nad retrowirusami. W 1980 roku odkryli pierwszy ludzki onkogen (v-Src). Stwierdzili, że w wyniku włączenia do genomu genów wirusa, niektóre geny obecne w komórce (nazwane protoonkogenami) mogą powodować powstanie nowotworu.
W 1989 roku otrzymał, wraz z Haroldem Varmusem, Nagrodę Nobla w dziedzinie fizjologii i medycyny za odkrycie pochodzenia retrowirusów onkogennych.